# Milan Osredkar
Milan Osredkar, slovenski fizik, * 19. oktober 1919, Ljubljana, † 8. april 2003.
Med letoma 1963 in 1975 je bil direktor Inštituta »Jožef Stefan«.

## Odlikovanja in nagrade
Leta 2001 je prejel zlati častni znak svobode Republike Slovenije z naslednjo utemeljitvijo: »za zasluge na področju razvoja in organizacije slovenske znanosti in za aktivnost v času NOB, posebej pri Radiu Kričač - ob 80-letnici«.
Bilj je tudi častni član IJS in častni meščan Ljubljane (2001).